# Lista światowego dziedzictwa UNESCO w Jemenie
Lista światowego dziedzictwa UNESCO w Jemenie – lista miejsc w Jemenie wpisanych na listę światowego dziedzictwa UNESCO, ustanowionej na mocy Konwencji w sprawie ochrony światowego dziedzictwa kulturowego i naturalnego, przyjętej przez UNESCO na 17. sesji w Paryżu 16 listopada 1972 i ratyfikowanej przez Jemen 7 października 1980 roku.
Obecnie (stan w 2023 roku) na liście znajduje się pięć obiektów: cztery dziedzictwa kulturowego i jeden o charakterze przyrodniczym, z czego cztery obiekty znajdują się również na liście światowego dziedzictwa w zagrożeniu.
Na jemeńskiej liście informacyjnej UNESCO – liście obiektów, które Jemen zamierza rozpatrzyć do zgłoszenia do wpisu na listę światowego dziedzictwa, znajduje się 9 obiektów (stan w roku 2023).

## Obiekty na liście światowego dziedzictwa UNESCO
Poniższa tabela przedstawia jemeńskie obiekty na liście światowego dziedzictwa UNESCO:
Nr ref. – numer referencyjny UNESCO;
Obiekt – polskie tłumaczenie nazwy wpisu na liście wraz z jej angielskim oryginałem;
Położenie – miasto, muhafaza; współrzędne geograficzne;
Typ – klasyfikacja według Komitetu Światowego Dziedzictwa:
- kulturowe (K),
- przyrodnicze (P),
- kulturowo–przyrodnicze (K,P);

Rok wpisu – roku wpisu na listę;
Opis – krótki opis obiektu wraz z informacjami o jego zagrożeniu.
     † zagrożone
| Nr ref. | Obiekt                                                                                     | Zdjęcie | Położenie                                                   | Typ            | Rok  | Opis |
| ------- | ------------------------------------------------------------------------------------------ | ------- | ----------------------------------------------------------- | -------------- | ---- | --- |
| 192     | Dawne miasto Szibam wraz z murami obronnymi Old Walled City of Shibam                      |         | Szibam, Hadramaut 15°55′00″N 48°37′00″E/15,916667 48,616667 | K (iii)(iv)(v) | 1982 | Warowne miasto z XVI w., z charakterystyczną wielopiętrową zabudową – wysokimi, ceglanymi wieżami, nazywane „Manhattanem pustyni”. Od 2015 roku na liście światowego dziedzictwa w zagrożeniu.                                                     |
| 385     | Zespół zabytkowy w Sanie Old City of Sana’a                                                |         | Sana, Sana 15°21′00″N 44°12′00″E/15,350000 44,200000        | K (iv)(v)(vi)  | 1986 | Zamieszkana nieprzerwanie od 2500 lat; w VII–XVIII w. jeden z głównych ośrodków islamu. W mieście zachowało się ponad 6 tys. domów mieszkalnych, 103 meczety i 14 hamamów sprzed XI w. Od 2015 roku na liście światowego dziedzictwa w zagrożeniu. |
| 611     | Zabytkowe miasto Zabid Historic Town of Zabid                                              |         | Zabid, Al-Hudajda 14°12′00″N 43°19′00″E/14,200000 43,316667 | K (ii)(iv)(vi) | 1993 | Stolica kraju okresie XIII–XV w., o wielkim znaczeniu dla świata arabskiego z uwagi na działający tu uniwersytet. Od 2000 roku na liście światowego dziedzictwa w zagrożeniu.                                                                      |
| 1263    | Archipelag Sokotra Socotra Archipelago                                                     |         | Sokotra 12°30′36,0″N 53°55′12,0″E/12,510000 53,920000       | P (x)          | 2008 | Archipelag złożony z 4 wysp i dwóch skalistych wysepek, charakteryzujący się dużą bioróżnorodnością – występują tu 192 gatunki ptaków, a w wodach archipelagu 253 gatunki koralowców i 730 gatunków ryb.                                           |
| 1700    | Zabytki starożytnego Królestwa Saby, Marib Landmarks of the Ancient Kingdom of Saba, Marib |         | Marib, Marib 15°25′38″N 45°20′09″E/15,427222 45,335833      | K (i)(ii)(iv)  | 2023 | |

## Obiekty na jemeńskiej Liście Informacyjnej UNESCO
Poniższa tabela przedstawia obiekty na jemeńskiej Liście Informacyjnej UNESCO:
Nr ref. – numer referencyjny UNESCO;
Obiekt – polskie nazwa obiektu wraz z jej angielskim oryginałem na jemeńskiej Liście Informacyjnej;
Położenie – miasto, muhafaza; współrzędne geograficzne;
Typ – klasyfikacja według zgłoszenia:
- kulturowe (K),
- przyrodnicze (P),
- kulturowo–przyrodnicze (K,P);

Rok wpisu – roku wpisu na Listę Informacyjną;
Opis – krótki opis obiektu wraz z informacjami o jego zagrożeniu.
| Nr ref. | Obiekt                                               | Zdjęcie | Położenie                                                  | Typ            | Rok  | Opis |
| ------- | ---------------------------------------------------- | ------- | ---------------------------------------------------------- | -------------- | ---- | --- |
| 1718    | Stare Miasto w Sadzie Historic city of Saada         |         | Sada, Sada 16°59′09″N 43°45′52″E/16,985833 43,764444       | K (i)(iv)(v)   | 2002 | Sada została założona w X w. i była ośrodkiem zajdytów. Do XXI w. zachowała się tradycyjna zabudowa oraz mury obronne z 52 wieżami. W mieście znajduje się 15 meczetów z X–XIV w. |
| 1719    | Stare Miasto w Suli Historic city of Thula           |         | Sula, Amran 15°34′25″N 43°54′05″E/15,573611 43,901389      | K (i)(iii)(iv) | 2002 | Miasto z okresu Himjarytów z zachowanymi tradycyjnymi zabudowaniami, otoczone murem o wysokości 5–7 m z 26 wieżami. |
| 1720    | Madrasa Amirija w Radzie The Madrasa Amiriya of Rada |         | Rada, Al-Bajda 14°25′00″N 44°46′00″E/14,416667 44,766667   | K (i)(iv)      | 2002 | XVI-wieczna medresa w Radzie – przykład architektury z okresu Tahiridów. |
| 1721    | Dżibla i jej otoczenie Jibla and its surroundings    |         | Dżibla, Ibb 13°55′00″N 44°09′00″E/13,916667 44,150000      | K (ii)(iv)(v)  | 2002 | Położona na bazaltowym stoku wzgórza pomiędzy przełomami dwóch rzek, Dżibla była stolicą kraju w latach 1064–1138. Znajduje się tu wiele zabytków z tego okresu, m.in. meczet Arwa bint Asma oraz ruiny pałacu królowej Arwy, który według legendy miał mieć 365 pokoi – na każdą noc w roku jeden. |
| 1722    | Dżabal Haraz Jabal Haraz                             |         | Dżabal Haraz 15°10′00,1″N 43°45′00,0″E/15,166700 43,750000 | K, P           | 2002 | Masyw górski między przybrzeżną równiną Tihama a Saną. Był przystankiem na szlaku karawan w okresie królestwa Himjarytów i siedzibą Suljahidów. Miejscowości w Dżabal Haraz leżą w trudno dostępnych miejscach a ich zabudowa ma charakter warowny.                                                 |
| 1723    | Dżabal Bura Jabal Bura                               |         | Dżabal Bura 14°55′00″N 43°25′00″E/14,916667 43,416667      | K, P           | 2002 | Masyw górski rozciągający się ok. 50 km od Al-Hudajda. |
| 1724    | Wybrzeże Balhaf/Burum Balhaf/Burum coastal area      |         | Balhaf, Szabwa 14°00′20″N 48°10′46″E/14,005556 48,179444   | K, P           | 2002 | Wybrzeże Balhaf charakteryzuje się obecnością piaszczystych wydm, które koło portu rybackiego Bir Ali ustępują zastygłej czarnej lawie. W pobliżu Bir Ali znajduje się krater wygasłego wulkanu wypełniony wodą o barwie turkusowej.                                                                |
| 1726    | Obszar Hawf The Hawf Area                            |         | Al-Mahra 16°35′00″N 52°50′00″E/16,583333 52,833333         | P (vii)(x)     | 2002 | Obszar Hawf nazywany jest „oazą mgły” na suchym Półwyspie Arabskim, charakteryzuje się dużym stopniem bioróżnorodności. |
| 1727    | Wybrzeże Szarma/Jetmun Sharma/Jethmun coastal area   |         | Hadramaut 14°30′00″N 48°55′00″E/14,500000 48,916667        | P              | 2002 | Wybrzeże ok. 50 km długości na wschód od Al-Mukalla – jedno z najważniejszych miejsc składania jaj przez żółwie morskie. |